# AJ Styles

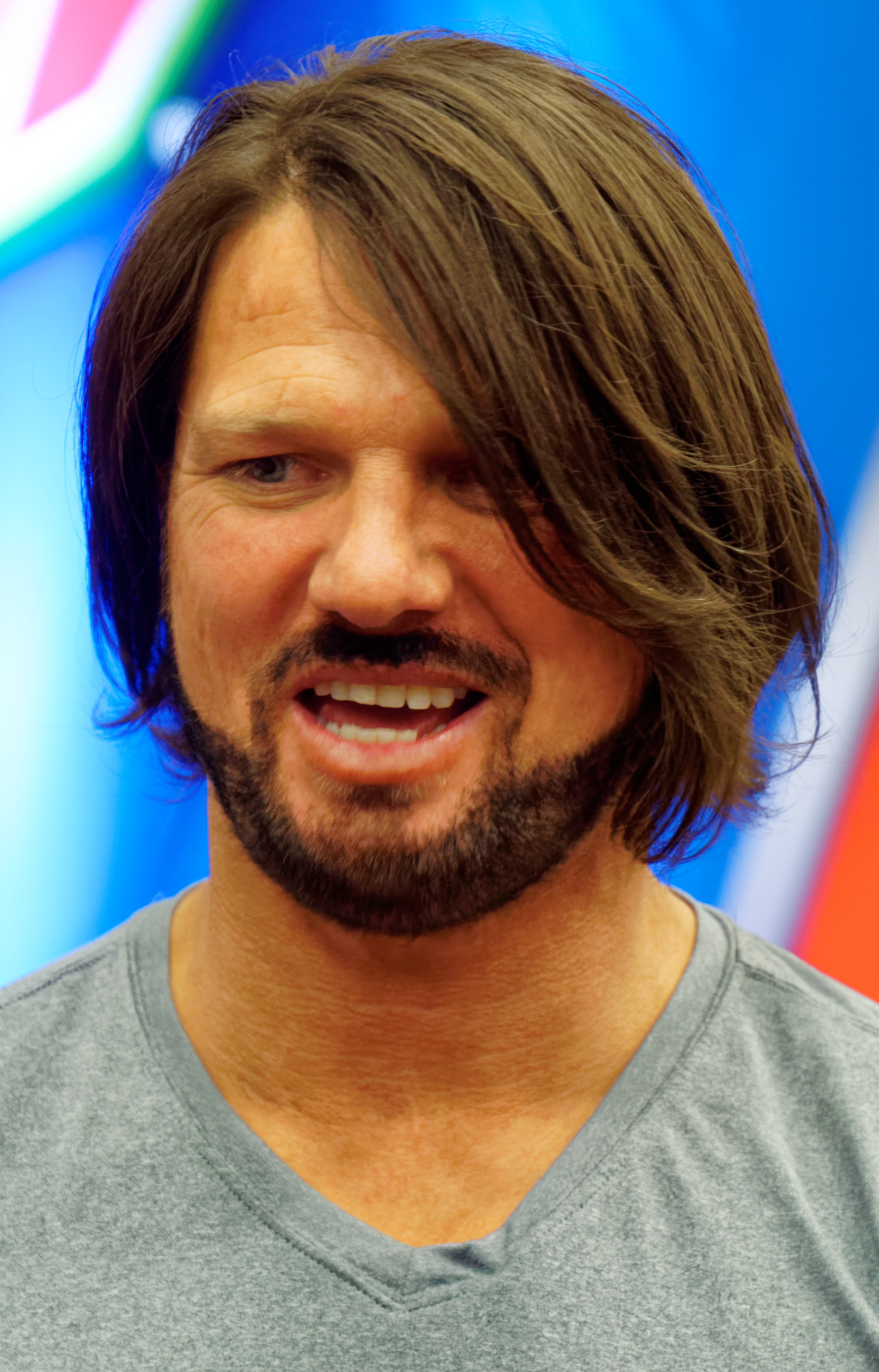
Aj Styles durant Wrestlmania

Allen Neal Jones (nascut el 2 de juny de 1977) és un lluitador professional estatunidenc, més conegut pel seu nom en el ring AJ Styles. Styles treballa per a la promoció de lluita lliure professional WWE, si marca SmackDown Live. Actualment és el Campió de la WWE.

## Carrera a la WWE
En Royal Rumble, Styles va debutar com a face pel Campionat Mundial Pesant de WWE amb el lloc # 3, però va ser eliminat per Kevin Owens. L'endemà a Raw, es va enfrontar a Chris Jericho aconseguint la seva primera victòria. L'11 de febrer a SmackDown, va fer equip amb Jericho per derrotar Curtis Axel i Adam Rose, però en finalitzar el combat, Jericho va atacar Styles iniciant tots dos un feu i aquesta mateixa nit va patir la seva primera derrota davant del mateix Jericho. En Fastlane, Styles va aconseguir derrotar a Chris Jericho encara que al final de la lluita, es van donar la mà en senyal de respecte.

### 2017-present
A principis de 2017, amb el retorn de John Cena a SmackDown Live, aquests van reprendre la seva rivalitat. Posteriorment, es va pactar una lluita entre John Cena i AJ Styles pel Campionat de la WWE en Royal Rumble. En Royal Rumble, va ser derrotat per Cena. El 31 de gener en SmackDown, va derrotar Dean Ambrose. Després de la lluita, Cena va sortir per confrontar-ho. Després es va anunciar que Styles s'enfrontaria a John Cena, The Miz, Dean Ambrose, Bray Wyatt i Baron Corbin en Elimination Chamber. En Elimination Chamber, no va aconseguir guanyar, sent vencedor Bray Wyatt. El 14 de febrer a SmackDown, Styles no va aconseguir guanyar en una revenja pel Campionat de WWE on estaven John Cena i Bray Wyatt. Styles va acconseguir el Campionat de la WWE al Madison Square Garden guanyant a Jinder Mahal.
Ha defençat el títol en varies ocasions contra Kevin Owens i Samy Zayn. Durant Fastlane 2018 el defensarà en un fatal 5 way match contra Kevin Owens, Sami Zayn, Dolph Ziggler i Baron Corbin, John Cena.
En el programa del 27 de fevré, Styles va perdre contra John Cena, el que va fer que el Marine entrés en el fatal 5 way match de Fastlane 20018.
Styles va guanyar el fatal 5 way match pel Campionat WWE. Va superar Dolph Ziggler, Baron Corbin, Kevin Owens i Sami Zayn durant el Fastlane 2018. Això fa que s'enfronti a Shinsuke Nakamura durant el Wrestlemania 34.

## Campionats i assoliments
- New Japan Pro Wrestling/NJPW
  - IWGP Heavyweight Championship (2 cops)

- Pro Wrestling Guerrilla/PWG
  - PWG Championship (1 cop)

- World Wrestling Entertainment/WWE
  - WWE Championship (2 cops, actual)
  - WWE United States Championship (2 cops)

- Ring of Honor/ROH
  - ROH Pure Wrestling Championship (1 cop, inaugural)
  - ROH Tag Team Championship (1 cop) - con Amazing Red
  - ROH Pure Wrestling Championship Tournament (2004)